# Yatap-dong
Yatap-dong (koreanska: 야탑동) är en stadsdel i den sydkoreanska staden Seongnam i provinsen Gyeonggi, 22 km sydost om huvudstaden Seoul. Den ligger i stadsdistriktet Bundang-gu.

## Indelning
Administrativt är Yatap-dong indelat i:
| Namn    | Namn              | Yta km² | Invånare 31 dec 2020 |
| ------- | ----------------- | ------- | -------------------- |
| 야탑1동 | Yatap 1(il)-dong  | 1,14    | 17 749               |
| 야탑2동 | Yatap 2(i)-dong   | 0,64    | 16 892               |
| 야탑3동 | Yatap 3(sam)-dong | 5,08    | 29 305               |